# 阎美蓉
阎美蓉（1964年11月—），山西五台人，汉族，中国民主同盟盟员。中华人民共和国政治人物、第十三届全国人民代表大会山西地区代表。
2018年2月24日，当选为第十三届全国人大代表。